# Đảo Dinner
Dinner là một hòn đảo nhỏ thuộc quần đảo San Juan, quận San Juan, tiểu bang Washington, Hoa Kỳ. Nó toạ lạc trong vịnh Griffin, Đông Nam đảo San Juan.
Tên của hòn đảo xuất phát từ việc một chiếc tàu của Anh ghé qua đảo để các thủy thủ đoàn ăn tối.

## Trích nguồn
- ^ Phillips, James W. (1971). Washington State Place Names. University of Washington Press. ISBN 0-295-95158-3.

## Liên kết
- U.S. Geological Survey Geographic Names Information System: Dinner Island